# Dasmosmilia
Genre
Dasmosmilia est un genre de coraux durs de la famille des Caryophylliidae.

## Liste d'espèces
Selon ITIS (24 septembre 2015) et World Register of Marine Species (24 septembre 2015), Dasmosmilia comprend les espèces suivantes :
- Dasmosmilia lymani Pourtalès, 1871
- Dasmosmilia valida Marenzeller, 1907
- Dasmosmilia variegata Pourtalès, 1871